# Spanair
Spanair S.A. was een Spaanse luchtvaartmaatschappij, opgericht in 1988 op Palma de Mallorca, die tot 2012 actief was. De maatschappij had haar thuisbasis op Josep Tarradellas Barcelona–El Prat Airport (BCN). Spanair voerde vluchten uit in Spanje en Europa met verbindingen naar West-Afrika.

## Geschiedenis

### Oprichting en beginjaren
Spanair werd opgericht in december 1986 door SAS en Teinver, de investeringsmaatschappij van Gonzalo Pascual en Gerardo Díaz Ferrán. De maatschappij begon in maart 1988 met vluchten. Aanvankelijk opereerde Spanair uitsluitend als chartermaatschappij, met vluchten vanuit Spanje naar de Balearen, de Canarische Eilanden en andere Europese bestemmingen.  
In 1991 startte Spanair met langeafstandsvluchten naar de VS, Mexico en de Dominicaanse Republiek. Een belangrijk keerpunt volgde in 1994, toen het monopolie van Iberia op binnenlandse lijndiensten werd beëindigd. Spanair begon eigen lijndiensten binnen Spanje en richtte daarbij ondersteunende bedrijven op, waaronder de afhandelingsdienst Newco en het ticketverkoopbedrijf Fuerza de Ventas.  

### Uitbreiding en intercontinentale vluchten
Vanaf 1997 begon Spanair intercontinentale lijndiensten vanuit Madrid-Barajas; de eerste bestemming was Washington-Dulles. Later werden ook São Paulo, Rio de Janeiro, Buenos Aires en Havana toegevoegd. Voor deze routes gebruikte de maatschappij drie Boeing 767-300-toestellen, waarvan er twee eigendom waren en één geleased van Lauda Air.  
In 1999 ondertekende Spanair een overeenkomst met Airbus om de verouderde McDonnell Douglas MD-80-vloot geleidelijk te vervangen door vliegtuigen uit de Airbus A320-familie.  

### Invloed van 11 september en concurrentie
Na de aanslagen van 11 september 2001 en de daaropvolgende crisis in de luchtvaartsector werden de intercontinentale routes geschrapt en verdwenen de Boeing 767’s uit de vloot. De langeafstandsroutes werden voortgezet via codeshare-overeenkomsten.  
Op 1 mei 2003 trad Spanair toe tot Star Alliance, met als doel meer zakenreizigers aan te trekken en de aanwezigheid op de Europese markt te vergroten.
Het binnenlandse netwerk kwam onder druk te staan door de uitbreiding van de hogesnelheidslijnen tussen Madrid en steden als Barcelona en Málaga.  

### Voorbereiding verkoop en Catalaanse overname
Op 13 juni 2007 kondigde SAS aan zijn belang in Spanair te willen verkopen. Een eerste verkoopproces werd in juni 2008 afgebroken omdat geen bod overeenkwam met de waarde die SAS voor ogen had. Op 30 januari 2009 werd alsnog een symbolisch bod van één euro aanvaard van een groep Catalaanse investeerders, waaronder het Consorci de Turisme de Barcelona en Catalana d’Iniciatives. SAS bleef daarbij minderheidsaandeelhouder.
Op 31 maart 2009 werd de verkoop afgerond en trad een nieuwe raad van bestuur aan met onder meer Ferran Soriano als president, Benny Zakrisson (SAS) als vice-president en leden zoals Joan Gaspart, Carles Tusquets, Maria Reig, Jordi Clos en Jordi Mestre.  
Na de overname werd Spanair gepresenteerd als een Catalaanse luchtvaartmaatschappij. Er volgde een herstructureringsprogramma en een nieuw logo, gekozen via een online co-creatieproject, dat op 13 mei 2009 officieel werd gepresenteerd. Op 17 juni 2009 voerde Spanair de openingsvlucht uit van de nieuwe Terminal 1 van Luchthaven Barcelona El Prat. Het hoofdkantoor werd verplaatst van Palma de Mallorca naar Barcelona, wat leidde tot protesten van werknemers in Palma.  

### Financiële problemen en faillissement
Op 25 januari 2011 verklaarde de Catalaanse overheid Spanair officieel in een “noodsituatie” en stelde een lening van €10,5 miljoen beschikbaar. Ondanks kostenbesparingen en verbeterde omzet bleven de verliezen groot.  
Op 27 januari 2012 staakte Spanair alle activiteiten, nadat Qatar Airways zich had teruggetrokken uit gesprekken over een financiële redding. SAS moest daardoor een afschrijving doen van 1,7 miljard Zweedse kroon (ongeveer 251 miljoen dollar). De Spaanse minister van Ontwikkeling, Ana Pastor, verklaarde dat Spanair mogelijk een boete van 9 miljoen euro zou krijgen wegens het plotseling staken van de activiteiten zonder de vereiste kennisgeving.  
Het laatste passagiersvlucht was JK1326 van Trondheim naar Las Palmas. Op het moment van de beëindiging had de maatschappij ongeveer 2400 werknemers en een schuldenlast van circa 300 miljoen euro.

## Bedrijfsvoering

### Hoofdkantoor
Het hoofdkantoor van Spanair bevond zich in het Edifici Spanair in L'Hospitalet de Llobregat, nabij Barcelona.  
Daarvoor was het hoofdkantoor gevestigd in een eigen gebouw op het terrein van Luchthaven Palma de Mallorca in Palma de Mallorca. In 2008, tijdens de veranderingen in eigendomsstructuur, verklaarde de maatschappij dat het hoofdkantoor in Palma zou blijven, ondanks geruchten over een mogelijke verhuizing naar Barcelona. In 2009 werd echter aangekondigd dat de bedrijfsactiviteiten alsnog naar Barcelona zouden verhuizen. In mei van dat jaar werd Barcelona officieel de statutaire zetel van Spanair. Kort daarna begon de maatschappij te zoeken naar een permanente locatie voor het hoofdkantoor in de stad. In juni 2009 protesteerden circa 200 werknemers in Palma tegen de verhuizing, omdat het proces volgens hen te gehaast werd uitgevoerd.

### Serviceconcept
Voor passagiers in de economyclass op vluchten binnen West-Europa bood Spanair een betaalde boordservice aan met eten en drinken. Daarnaast vernieuwde de luchtvaartmaatschappij haar eigen frequentflyerprogramma, dat onder de naam Spanair Star werd gelanceerd. Het programma was vernieuwend doordat leden hun punten direct konden gebruiken als korting op een toekomstige vlucht.

### Sponsoring
Tussen 1995 en 2005 was Spanair hoofdsponsor op het tenue van de Spaanse voetbalclub RCD Mallorca.

## Vloot

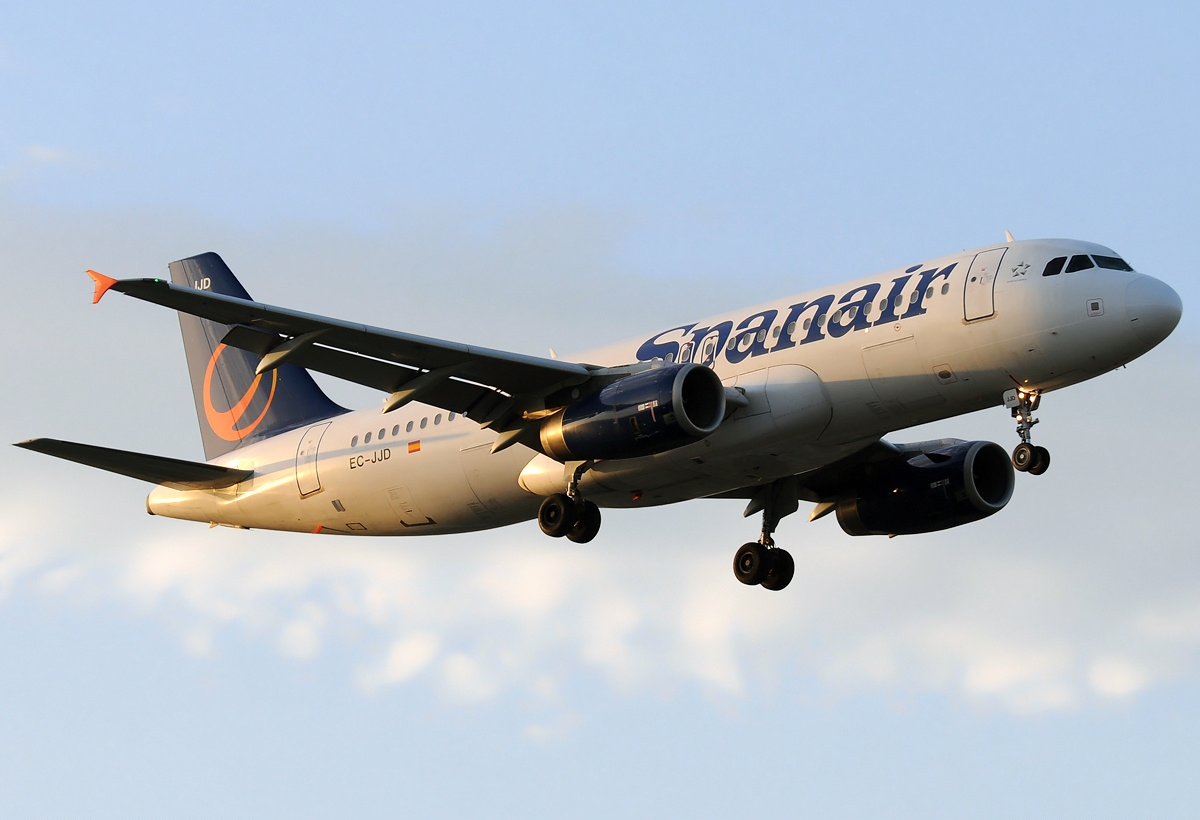
Spanair Airbus A320-200 in een hybride beschildering met oude titels en nieuwe staart

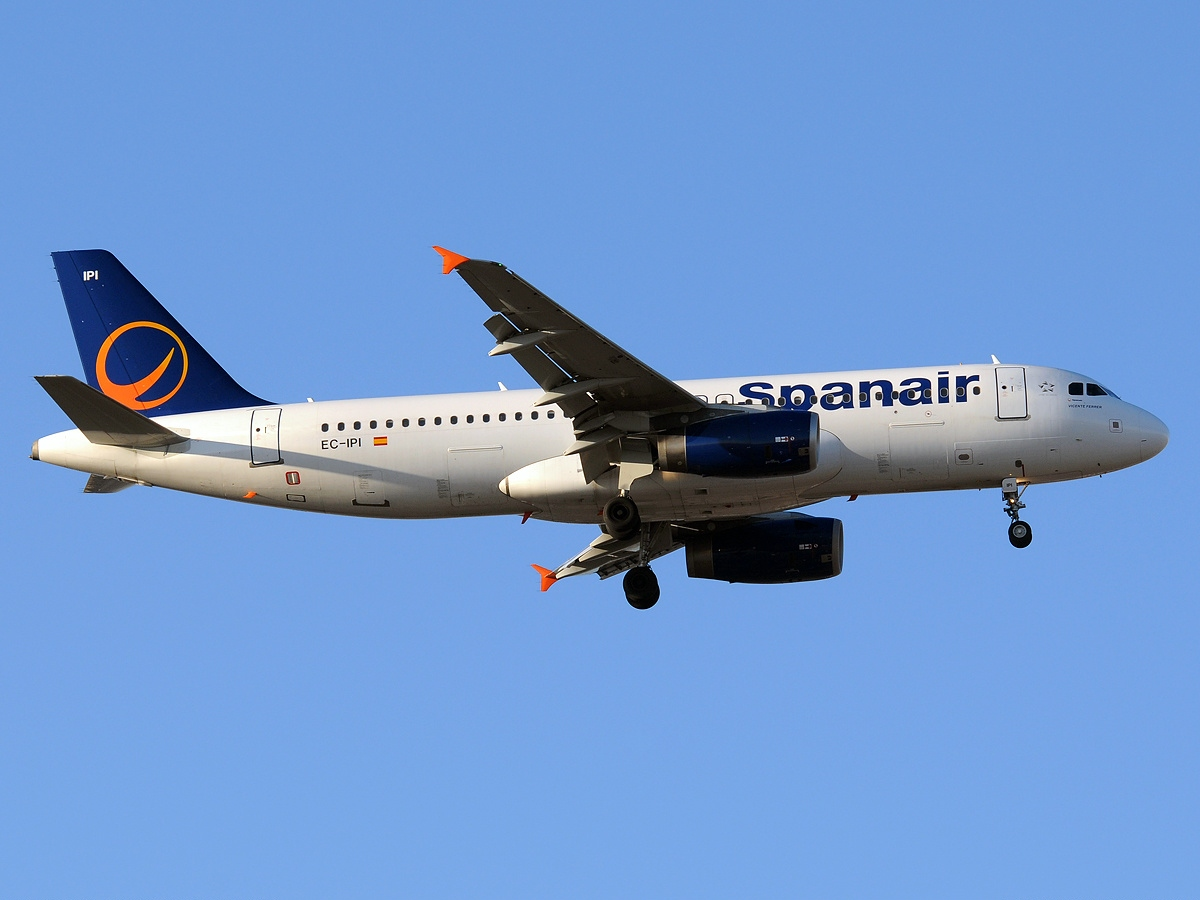
Spanair Airbus A320-200 in de laatste volledige huisstijl, toegepast op slechts enkele toestellen

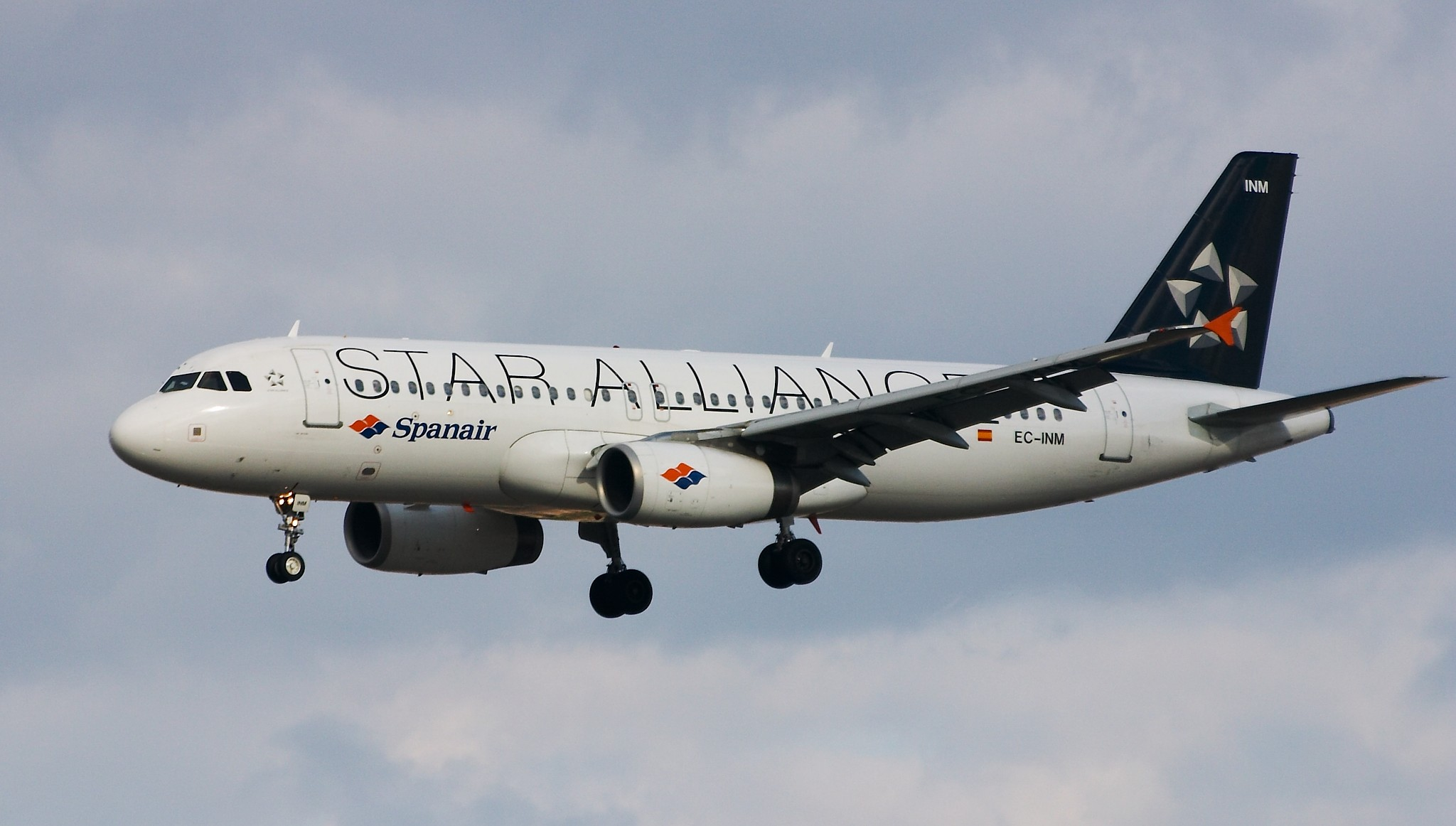
Spanair Airbus A320-200 in Star Alliance-beschildering

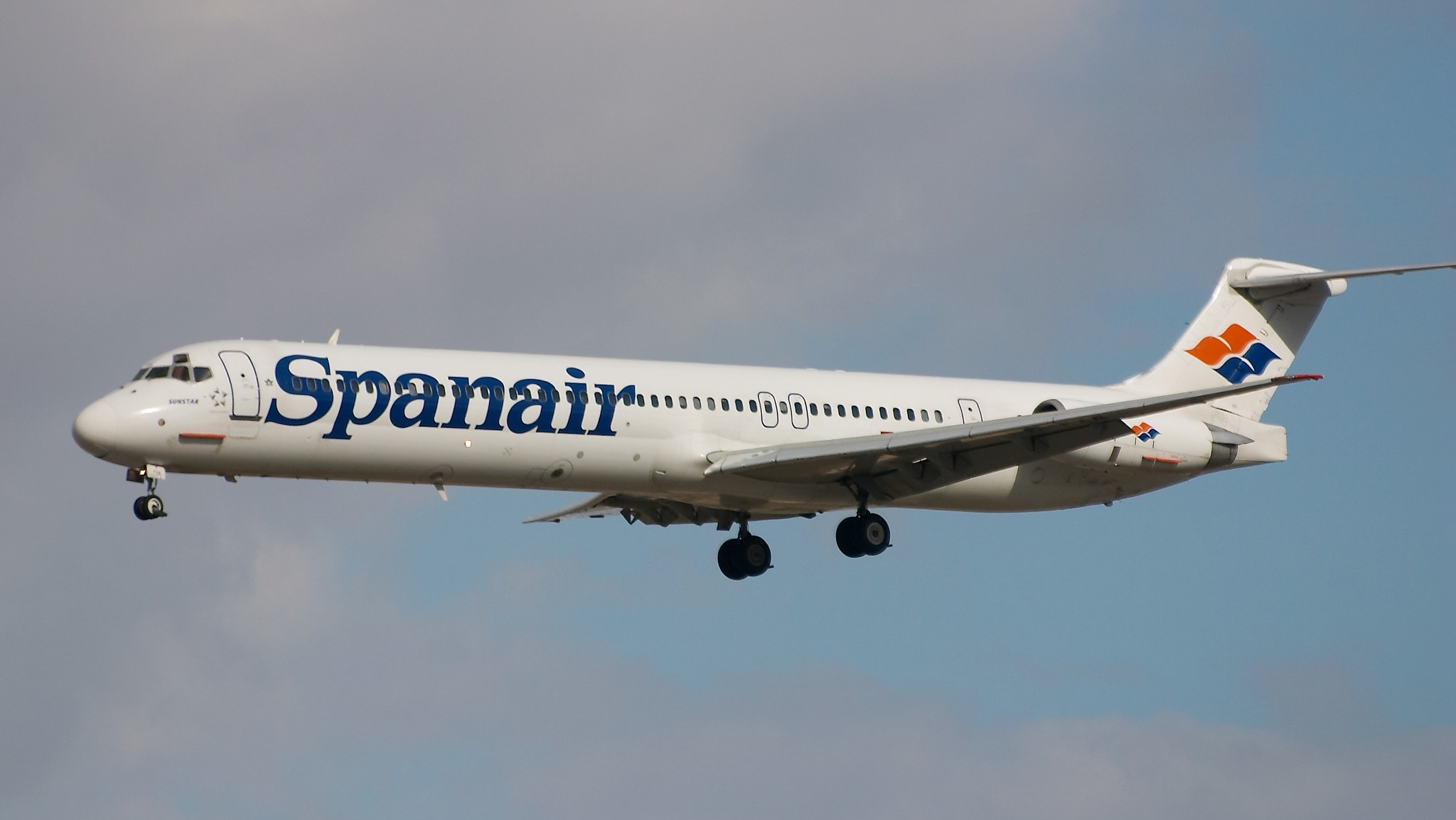
Spanair McDonnell Douglas MD-83 in de vroegere beschildering (2005)

### Laatste vloot
De vloot van Spanair bestond bij de beëindiging in januari 2012 uit de volgende toestellen:
| Toestel                 | Aantal | Passagiers | Passagiers | Passagiers | Opmerkingen                       |
| Toestel                 | Aantal | C          | Y          | Totaal     | Opmerkingen                       |
| ----------------------- | ------ | ---------- | ---------- | ---------- | --------------------------------- |
| Airbus A320-200         | 19     | 48         | 108        | 156        | Flexibele tweeklassenindeling     |
| Airbus A320-200         | 19     | –          | 180        | 180        | Flexibele tweeklassenindeling     |
| Airbus A321-200         | 5      | –          | 212        | 212        |                                   |
| McDonnell Douglas MD-83 | 2      | –          | 153        | 153        | Gehuurd van Scandinavian Airlines |
| McDonnell Douglas MD-87 | 2      | –          | 125        | 125        | Flexibele tweeklassenindeling     |
| Totaal                  | 28     |            |            |            |                                   |

### Voormalige toestellen
Voor de beëindiging had Spanair in de loop der jaren de volgende vliegtuigtypen in dienst gehad:(en) Spanair fleet history. Airfleets.net. Geraadpleegd op 19 augustus 2025. 
| Toestel                   | Aantal | In dienst | Uit dienst | Opmerkingen                                          |
| ------------------------- | ------ | --------- | ---------- | ---------------------------------------------------- |
| Boeing 717-200            | 4      | 2007      | 2011       | Overgedragen aan Blue1                               |
| Boeing 757-200            | 2      | 1996      | 1998       | Gehuurd van Airtours International Airways           |
| Boeing 757-200            | 4      | 1999      | 2000       | Gehuurd van Air2000, Air Holland en Monarch Airlines |
| Boeing 767-300ER          | 3      | 1991      | 2002       | Eén gehuurd van Lauda Air                            |
| Fokker 100                | 3      | 2005      | 2008       | Gehuurd van Girjet                                   |
| McDonnell Douglas DC-9-51 | 1      | 1989      | 1989       |                                                      |
| McDonnell Douglas MD-81   | 3      | 2005      | 2006       | Gehuurd van Scandinavian Airlines                    |
| McDonnell Douglas MD-82   | 15     | 1990      | 2009       | Flexibele tweeklassenindeling                        |
| McDonnell Douglas MD-82   | 1      | 1990      | 2008       | Verongelukt als Spanair-vlucht 5022                  |
| McDonnell Douglas MD-83   | 25     | 1993      | 2011       |                                                      |
| McDonnell Douglas MD-83   | 1      | 1991      | 1991       | Ingezet voor privé-expeditie                         |
| McDonnell Douglas MD-87   | 18     | 1996      | 2011       |                                                      |

## Vliegramp Madrid
Op 20 augustus 2008 verongelukte een McDonnell Douglas MD-82 (registratie EC-HFP) van Spanair tijdens het opstijgen van de luchthaven Madrid-Barajas. Hierbij kwamen 154 van de 172 inzittenden om het leven. Het vliegtuig was onderweg van Madrid naar luchthaven van Las Palmas op de Canarische Eilanden (vluchtnummer JK5022 en LH2554). Uit onderzoek bleek dat de piloten tijdens de start de verkeerde configuratie hadden ingesteld (geen welvingskleppen hadden geselecteerd) en het gevolg was dat het vliegtuig na de start in een overtrek terechtkwam waar het niet meer van herstelde. Het "takeoff configuration warning system" had de piloten niet gewaarschuwd voor de verkeerde configuratie.
Het ongeluk vond toevalligerwijs plaats enkele uren nadat de piloten van Spanair hadden laten weten een staking te overwegen om de onrust over het eigendom van de luchtvaartmaatschappij weg te nemen.
Op 4 september 2008 maakte een Spanair-toestel van hetzelfde type een voorzorgslanding op Mallorca. De 163 passagiers zouden niet in gevaar zijn geweest. Het toestel dat op weg was van Ibiza naar Lissabon zou pas na de derde startpoging zijn losgekomen van de grond.